# Tour de Toscane féminin-Mémorial Michela Fanini 2018
La 24e édition du Tour de Toscane féminin-Mémorial Michela Fanini a lieu du 7 septembre au 9 septembre 2018. La course fait partie du calendrier international féminin UCI 2018 en catégorie 2.2.
Le prologue est remporté par Lotta Lepistö. La première étape, après une sélection, se conclut au sprint. Marta Bastianelli est la plus rapide, mais c'est Arlenis Sierra qui s'empare du maillot rose. Sur l'ultime étape, Soraya Paladin part loin du but et s'impose seule. Elle s'adjuge la victoire au classement général par la même occasion. Son compagnon d'échappée Maria Giulia Confalonieri remonte à la deuxième place du classement général et remporte le classement par points. Tetyana Riabchenko complète le podium. Sofia Bertizzolo est la meilleure grimpeuse et Elena Franchi la meilleure jeune.

## Parcours
Sur la première étape, la côte de la Selvette est escaladée plusieurs fois. Sur la deuxième étape, elle l'est quatre fois. Le Passo di Valgiano, long de 5,4 km et avec une pente moyenne de 8% est monté deux fois.

## Équipes
| Équipes féminines professionnelles (12)- Alé Cipollini - Aromitalia Vaiano - Astana Women's - Bizkaia-Durango - Cervélo Bigla - Conceria Zabri-Fanini - Still Bike Team A.S. Dilettantistica - Team Illuminate - SC Michela Fanini - Servetto-Stradalli Cycle - Top Girls Fassa Bortolo - Valcar PBM Équipe féminines amateur (2)- Conade Visit Mexico - Team Dukla Praha Women |
| |

## Étapes
| Étape     | Date    | Villes étapes                   | type            | Distance (km) | Vainqueur d'étape | Leader du classement général |
| --------- | ------- | ------------------------------- | --------------- | ------------- | ----------------- | ---------------------------- |
| Prologue  | 7 sept. | Campi Bisenzio – Campi Bisenzio | prologue        | 2,2           | Lotta Lepistö     | Lotta Lepistö                |
| 1re étape | 8 sept. | Capannori – Capannori           | étape vallonnée | 133,6         | Marta Bastianelli | Arlenis Sierra               |
| 2e étape  | 9 sept. | Lucques – Capannori             | étape vallonnée | 121,8         | Soraya Paladin    | Soraya Paladin               |

## Déroulement de la course

### Prologue
Lotta Lepistö remporte le prologue devant sa coéquipière Emma Norsgaard Jørgensen.
| \| Classement de l'étape \| Classement de l'étape \| Classement de l'étape \| Classement de l'étape \| Classement de l'étape \| \| Coureuse \| Coureuse \| Pays \| Équipe \| Temps \| \| --------------------- \| ------------------------- \| --------------------- \| ------------------------------------- \| --------------------- \| \| 1re \| Lotta Lepistö \| Finlande \| Cervélo Bigla \| 2 min 56 s \| \| 2e \| Emma Norsgaard \| Danemark \| Cervélo Bigla \| + 1 s \| \| 3e \| Arlenis Sierra \| Cuba \| Astana Women's Team \| + 1 s \| \| 4e \| Elena Pirrone \| Italie \| Astana Women's Team \| + 3 s \| \| 5e \| Clara Koppenburg \| Allemagne \| Cervélo Bigla \| + 4 s \| \| 6e \| Sofia Bertizzolo \| Italie \| Astana Women's Team \| + 5 s \| \| 7e \| Maria Giulia Confalonieri \| Italie \| Valcar PBM \| + 7 s \| \| 8e \| Kseniya Dobrynina \| Russie \| Servetto-Stradalli Cycle-Alurecycling \| + 7 s \| \| 9e \| Angelica Brogi \| Italie \| Aromitalia Vaiano \| + 7 s \| \| 10e \| Daiva Tušlaitė \| Lituanie \| Alé Cipollini \| + 8 s \| |                           |           |                                       |            |
| |                           |           |                                       |            |
| Source : ProCyclingStats |                           |           |                                       |            |
| Classement de l'étape |                           |           |                                       |            |
| Coureuse | Coureuse                  | Pays      | Équipe                                | Temps      |
| 1re | Lotta Lepistö             | Finlande  | Cervélo Bigla                         | 2 min 56 s |
| 2e | Emma Norsgaard            | Danemark  | Cervélo Bigla                         | + 1 s      |
| 3e | Arlenis Sierra            | Cuba      | Astana Women's Team                   | + 1 s      |
| 4e | Elena Pirrone             | Italie    | Astana Women's Team                   | + 3 s      |
| 5e | Clara Koppenburg          | Allemagne | Cervélo Bigla                         | + 4 s      |
| 6e | Sofia Bertizzolo          | Italie    | Astana Women's Team                   | + 5 s      |
| 7e | Maria Giulia Confalonieri | Italie    | Valcar PBM                            | + 7 s      |
| 8e | Kseniya Dobrynina         | Russie    | Servetto-Stradalli Cycle-Alurecycling | + 7 s      |
| 9e | Angelica Brogi            | Italie    | Aromitalia Vaiano                     | + 7 s      |
| 10e | Daiva Tušlaitė            | Lituanie  | Alé Cipollini                         | + 8 s      |

| \| Classement général \| Classement général \| Classement général \| Classement général \| Classement général \| \| Coureuse \| Coureuse \| Pays \| Équipe \| Temps \| \| ------------------ \| ------------------------- \| ------------------ \| ------------------------------------- \| ------------------ \| \| 1re \| Lotta Lepistö \| Finlande \| Cervélo Bigla \| 2 min 56 s \| \| 2e \| Emma Norsgaard \| Danemark \| Cervélo Bigla \| + 1 s \| \| 3e \| Arlenis Sierra \| Cuba \| Astana Women's Team \| + 1 s \| \| 4e \| Elena Pirrone \| Italie \| Astana Women's Team \| + 3 s \| \| 5e \| Clara Koppenburg \| Allemagne \| Cervélo Bigla \| + 4 s \| \| 6e \| Sofia Bertizzolo \| Italie \| Astana Women's Team \| + 5 s \| \| 7e \| Maria Giulia Confalonieri \| Italie \| Valcar PBM \| + 7 s \| \| 8e \| Kseniya Dobrynina \| Russie \| Servetto-Stradalli Cycle-Alurecycling \| + 7 s \| \| 9e \| Angelica Brogi \| Italie \| Aromitalia Vaiano \| + 7 s \| \| 10e \| Daiva Tušlaitė \| Lituanie \| Alé Cipollini \| + 8 s \| |                           |           |                                       |            |
| |                           |           |                                       |            |
| Source : ProCyclingStats |                           |           |                                       |            |
| Classement général |                           |           |                                       |            |
| Coureuse | Coureuse                  | Pays      | Équipe                                | Temps      |
| 1re | Lotta Lepistö             | Finlande  | Cervélo Bigla                         | 2 min 56 s |
| 2e | Emma Norsgaard            | Danemark  | Cervélo Bigla                         | + 1 s      |
| 3e | Arlenis Sierra            | Cuba      | Astana Women's Team                   | + 1 s      |
| 4e | Elena Pirrone             | Italie    | Astana Women's Team                   | + 3 s      |
| 5e | Clara Koppenburg          | Allemagne | Cervélo Bigla                         | + 4 s      |
| 6e | Sofia Bertizzolo          | Italie    | Astana Women's Team                   | + 5 s      |
| 7e | Maria Giulia Confalonieri | Italie    | Valcar PBM                            | + 7 s      |
| 8e | Kseniya Dobrynina         | Russie    | Servetto-Stradalli Cycle-Alurecycling | + 7 s      |
| 9e | Angelica Brogi            | Italie    | Aromitalia Vaiano                     | + 7 s      |
| 10e | Daiva Tušlaitė            | Lituanie  | Alé Cipollini                         | + 8 s      |

### 1reétape
Après le passage de la côte de la Via delle Selvette, Dalia Muccioli part dans la descente. Elle est suivie par Lija Laizāne. Elles sont néanmoins reprises dans le dernier tour. Soraya Paladin sort dans le dernier passage de la côte. Un peloton d'une vingtaine d'unité se dispute cependant la victoire. Marta Bastianelli se montre la plus véloce devant Arlenis Sierra.
| \| Classement de l'étape \| Classement de l'étape \| Classement de l'étape \| Classement de l'étape \| Classement de l'étape \| \| Coureuse \| Coureuse \| Pays \| Équipe \| Temps \| \| --------------------- \| ------------------------- \| --------------------- \| ----------------------- \| --------------------- \| \| 1re \| Marta Bastianelli \| Italie \| Alé Cipollini \| 3 h 18 min 42 s \| \| 2e \| Arlenis Sierra \| Cuba \| Astana Women's Team \| + 0 s \| \| 3e \| Diana Klimova \| Russie \| \| + 0 s \| \| 4e \| Maria Giulia Confalonieri \| Italie \| Valcar PBM \| + 0 s \| \| 5e \| Katarzyna Wilkos \| Pologne \| Mat Atom Deweloper \| + 0 s \| \| 6e \| Rasa Leleivytė \| Lituanie \| Aromitalia Vaiano \| + 0 s \| \| 7e \| Nadia Quagliotto \| Italie \| Top Girls Fassa Bortolo \| + 0 s \| \| 8e \| Laura Tomasi \| Italie \| Top Girls Fassa Bortolo \| + 0 s \| \| 9e \| Olga Shekel \| Ukraine \| SC Michela Fanini \| + 0 s \| \| 10e \| Sophie Wright \| Royaume-Uni \| Cervélo Bigla \| + 0 s \| |                           |             |                         |                 |
| |                           |             |                         |                 |
| Source : ProCyclingStats |                           |             |                         |                 |
| Classement de l'étape |                           |             |                         |                 |
| Coureuse | Coureuse                  | Pays        | Équipe                  | Temps           |
| 1re | Marta Bastianelli         | Italie      | Alé Cipollini           | 3 h 18 min 42 s |
| 2e | Arlenis Sierra            | Cuba        | Astana Women's Team     | + 0 s           |
| 3e | Diana Klimova             | Russie      |                         | + 0 s           |
| 4e | Maria Giulia Confalonieri | Italie      | Valcar PBM              | + 0 s           |
| 5e | Katarzyna Wilkos          | Pologne     | Mat Atom Deweloper      | + 0 s           |
| 6e | Rasa Leleivytė            | Lituanie    | Aromitalia Vaiano       | + 0 s           |
| 7e | Nadia Quagliotto          | Italie      | Top Girls Fassa Bortolo | + 0 s           |
| 8e | Laura Tomasi              | Italie      | Top Girls Fassa Bortolo | + 0 s           |
| 9e | Olga Shekel               | Ukraine     | SC Michela Fanini       | + 0 s           |
| 10e | Sophie Wright             | Royaume-Uni | Cervélo Bigla           | + 0 s           |

| \| Classement général \| Classement général \| Classement général \| Classement général \| Classement général \| \| Coureuse \| Coureuse \| Pays \| Équipe \| Temps \| \| ------------------ \| ------------------------- \| ------------------ \| ----------------------- \| ------------------ \| \| 1re \| Arlenis Sierra \| Cuba \| Astana Women's Team \| 3 h 21 min 33 s \| \| 2e \| Marta Bastianelli \| Italie \| Alé Cipollini \| + 7 s \| \| 3e \| Maria Giulia Confalonieri \| Italie \| Valcar PBM \| + 11 s \| \| 4e \| Elena Pirrone \| Italie \| Astana Women's Team \| + 13 s \| \| 5e \| Sophie Wright \| Royaume-Uni \| Cervélo Bigla \| + 14 s \| \| 6e \| Sofia Bertizzolo \| Italie \| Astana Women's Team \| + 14 s \| \| 7e \| Laura Tomasi \| Italie \| Top Girls Fassa Bortolo \| + 14 s \| \| 8e \| Soraya Paladin \| Italie \| Alé Cipollini \| + 15 s \| \| 9e \| Olga Shekel \| Ukraine \| SC Michela Fanini \| + 16 s \| \| 10e \| Diana Klimova \| Russie \| \| + 16 s \| |                           |             |                         |                 |
| |                           |             |                         |                 |
| Source : ProCyclingStats |                           |             |                         |                 |
| Classement général |                           |             |                         |                 |
| Coureuse | Coureuse                  | Pays        | Équipe                  | Temps           |
| 1re | Arlenis Sierra            | Cuba        | Astana Women's Team     | 3 h 21 min 33 s |
| 2e | Marta Bastianelli         | Italie      | Alé Cipollini           | + 7 s           |
| 3e | Maria Giulia Confalonieri | Italie      | Valcar PBM              | + 11 s          |
| 4e | Elena Pirrone             | Italie      | Astana Women's Team     | + 13 s          |
| 5e | Sophie Wright             | Royaume-Uni | Cervélo Bigla           | + 14 s          |
| 6e | Sofia Bertizzolo          | Italie      | Astana Women's Team     | + 14 s          |
| 7e | Laura Tomasi              | Italie      | Top Girls Fassa Bortolo | + 14 s          |
| 8e | Soraya Paladin            | Italie      | Alé Cipollini           | + 15 s          |
| 9e | Olga Shekel               | Ukraine     | SC Michela Fanini       | + 16 s          |
| 10e | Diana Klimova             | Russie      |                         | + 16 s          |

### 2eétape
La première échappée est réalisée par Lotta Lepistö, un temps suivie par Silvia Persico. L'avance de la Finlandaise culmine à deux minutes. Elle est rejointe dans la première montée du col au kilomètre quatre-vingt-sept. Elles sont trente dans le peloton lors du dernier passage sur la ligne. Nicole Hanselmann attaque. Elle est rejointe plus tard par Soraya Paladin et Maria Giulia Confalonieri. Paladin accélère dès les premières pentes du col du Valgiano. Elle s'impose seule sur l'étape et le Tour de Toscane.
| \| Classement de l'étape \| Classement de l'étape \| Classement de l'étape \| Classement de l'étape \| Classement de l'étape \| \| Coureuse \| Coureuse \| Pays \| Équipe \| Temps \| \| --------------------- \| ------------------------- \| --------------------- \| ----------------------- \| --------------------- \| \| 1re \| Soraya Paladin \| Italie \| Alé Cipollini \| 3 h 15 min 12 s \| \| 2e \| Maria Giulia Confalonieri \| Italie \| Valcar PBM \| + 28 s \| \| 3e \| Elena Franchi \| Italie \| Conceria Zabri-Fanini \| + 44 s \| \| 4e \| Tetyana Riabchenko \| Ukraine \| Doltcini-Van Eyck Sport \| + 44 s \| \| 5e \| Olga Shekel \| Ukraine \| SC Michela Fanini \| + 1 min 34 s \| \| 6e \| Sofia Bertizzolo \| Italie \| Astana Women's Team \| + 1 min 34 s \| \| 7e \| Rasa Leleivytė \| Lituanie \| Aromitalia Vaiano \| + 1 min 34 s \| \| 8e \| Sophie Wright \| Royaume-Uni \| Cervélo Bigla \| + 1 min 34 s \| \| 9e \| Arlenis Sierra \| Cuba \| Astana Women's Team \| + 1 min 34 s \| \| 10e \| Ane Santesteban \| Espagne \| Alé Cipollini \| + 1 min 34 s \| |                           |             |                         |                 |
| |                           |             |                         |                 |
| Source : ProCyclingStats |                           |             |                         |                 |
| Classement de l'étape |                           |             |                         |                 |
| Coureuse | Coureuse                  | Pays        | Équipe                  | Temps           |
| 1re | Soraya Paladin            | Italie      | Alé Cipollini           | 3 h 15 min 12 s |
| 2e | Maria Giulia Confalonieri | Italie      | Valcar PBM              | + 28 s          |
| 3e | Elena Franchi             | Italie      | Conceria Zabri-Fanini   | + 44 s          |
| 4e | Tetyana Riabchenko        | Ukraine     | Doltcini-Van Eyck Sport | + 44 s          |
| 5e | Olga Shekel               | Ukraine     | SC Michela Fanini       | + 1 min 34 s    |
| 6e | Sofia Bertizzolo          | Italie      | Astana Women's Team     | + 1 min 34 s    |
| 7e | Rasa Leleivytė            | Lituanie    | Aromitalia Vaiano       | + 1 min 34 s    |
| 8e | Sophie Wright             | Royaume-Uni | Cervélo Bigla           | + 1 min 34 s    |
| 9e | Arlenis Sierra            | Cuba        | Astana Women's Team     | + 1 min 34 s    |
| 10e | Ane Santesteban           | Espagne     | Alé Cipollini           | + 1 min 34 s    |

## Classements finals

### Classement général final
| \| Classement général \| Classement général \| Classement général \| Classement général \| Classement général \| \| Coureuse \| Coureuse \| Pays \| Équipe \| Temps \| \| ------------------ \| ------------------------- \| ------------------ \| ----------------------- \| ------------------ \| \| 1re \| Soraya Paladin \| Italie \| Alé Cipollini \| 6 h 36 min 48 s \| \| 2e \| Maria Giulia Confalonieri \| Italie \| Valcar PBM \| + 30 s \| \| 3e \| Tetyana Riabchenko \| Ukraine \| Doltcini-Van Eyck Sport \| + 1 min 30 s \| \| 4e \| Arlenis Sierra \| Cuba \| Astana Women's Team \| + 1 min 31 s \| \| 5e \| Elena Franchi \| Italie \| Conceria Zabri-Fanini \| + 1 min 32 s \| \| 6e \| Sophie Wright \| Royaume-Uni \| Cervélo Bigla \| + 1 min 45 s \| \| 7e \| Sofia Bertizzolo \| Italie \| Astana Women's Team \| + 1 min 45 s \| \| 8e \| Olga Shekel \| Ukraine \| SC Michela Fanini \| + 1 min 47 s \| \| 9e \| Ane Santesteban \| Espagne \| Alé Cipollini \| + 1 min 53 s \| \| 10e \| Diana Klimova \| Russie \| \| + 1 min 54 s \| |                           |             |                         |                 |
| |                           |             |                         |                 |
| |                           |             |                         |                 |
| Classement général |                           |             |                         |                 |
| Coureuse | Coureuse                  | Pays        | Équipe                  | Temps           |
| 1re | Soraya Paladin            | Italie      | Alé Cipollini           | 6 h 36 min 48 s |
| 2e | Maria Giulia Confalonieri | Italie      | Valcar PBM              | + 30 s          |
| 3e | Tetyana Riabchenko        | Ukraine     | Doltcini-Van Eyck Sport | + 1 min 30 s    |
| 4e | Arlenis Sierra            | Cuba        | Astana Women's Team     | + 1 min 31 s    |
| 5e | Elena Franchi             | Italie      | Conceria Zabri-Fanini   | + 1 min 32 s    |
| 6e | Sophie Wright             | Royaume-Uni | Cervélo Bigla           | + 1 min 45 s    |
| 7e | Sofia Bertizzolo          | Italie      | Astana Women's Team     | + 1 min 45 s    |
| 8e | Olga Shekel               | Ukraine     | SC Michela Fanini       | + 1 min 47 s    |
| 9e | Ane Santesteban           | Espagne     | Alé Cipollini           | + 1 min 53 s    |
| 10e | Diana Klimova             | Russie      |                         | + 1 min 54 s    |

### Points UCI
| Position,          | 1er | 2e | 3e | 4e | 5e | 6e | 7e | 8e | 9e | 10e |
| Classement général | 40  | 30 | 25 | 20 | 15 | 10 | 5  | 3  | 3  | 3   |
| Par étape          | 8   | 5  | 3  | 1  |    |    |    |    |    |     |
| Leader, par étape  | 1   |    |    |    |    |    |    |    |    |     |

### Classements annexes

#### Classement par points
| Classement par points | Classement par points     | Classement par points | Classement par points   | Classement par points |
| Coureuse              | Coureuse                  | Pays                  | Équipe                  | Points                |
| --------------------- | ------------------------- | --------------------- | ----------------------- | --------------------- |
| 1re                   | Maria Giulia Confalonieri | Italie                | Valcar PBM              | 20 pts                |
| 2e                    | Soraya Paladin            | Italie                | Alé Cipollini           | 19 pts                |
| 3e                    | Marta Bastianelli         | Italie                | Alé Cipollini           | 16 pts                |
| 4e                    | Arlenis Sierra            | Cuba                  | Astana Women's Team     | 14 pts                |
| 5e                    | Elena Franchi             | Italie                | Conceria Zabri-Fanini   | 10 pts                |
| 6e                    | Diana Klimova             | Russie                |                         | 10 pts                |
| 7e                    | Rasa Leleivytė            | Lituanie              | Aromitalia Vaiano       | 9 pts                 |
| 8e                    | Tetyana Riabchenko        | Ukraine               | Doltcini-Van Eyck Sport | 8 pts                 |
| 9e                    | Olga Shekel               | Ukraine               | SC Michela Fanini       | 8 pts                 |
| 10e                   | Sofia Bertizzolo          | Italie                | Astana Women's Team     | 6 pts                 |

#### Classement de la meilleure grimpeuse
| Classement de la montagne | Classement de la montagne | Classement de la montagne | Classement de la montagne | Classement de la montagne |
| Coureuse                  | Coureuse                  | Pays                      | Équipe                    | Points                    |
| ------------------------- | ------------------------- | ------------------------- | ------------------------- | ------------------------- |
| 1re                       | Sofia Bertizzolo          | Italie                    | Astana Women's Team       | 29 pts                    |
| 2e                        | Soraya Paladin            | Italie                    | Alé Cipollini             | 19 pts                    |
| 3e                        | Tetyana Riabchenko        | Ukraine                   | Doltcini-Van Eyck Sport   | 8 pts                     |
| 4e                        | Danielle Christmas        | Royaume-Uni               | Bizkaia-Durango           | 8 pts                     |
| 5e                        | Ane Santesteban           | Espagne                   | Alé Cipollini             | 6 pts                     |
| 6e                        | Elena Franchi             | Italie                    | Conceria Zabri-Fanini     | 3 pts                     |
| 7e                        | Asja Paladin              | Italie                    | Valcar PBM                | 3 pts                     |
| 8e                        | Arlenis Sierra            | Cuba                      | Astana Women's Team       | 2 pts                     |
| 9e                        | Diana Klimova             | Russie                    |                           | 2 pts                     |

#### Classement de la meilleure jeune
| Classement du meilleur jeune | Classement du meilleur jeune | Classement du meilleur jeune | Classement du meilleur jeune    | Classement du meilleur jeune |
| Coureuse                     | Coureuse                     | Pays                         | Équipe                          | Temps                        |
| ---------------------------- | ---------------------------- | ---------------------------- | ------------------------------- | ---------------------------- |
| 1re                          | Elena Franchi                | Italie                       | Conceria Zabri-Fanini           | 6 h 38 min 20 s              |
| 2e                           | Sophie Wright                | Royaume-Uni                  | Cervélo Bigla                   | + 13 s                       |
| 3e                           | Sofia Bertizzolo             | Italie                       | Astana Women's Team             | + 13 s                       |
| 4e                           | Diana Klimova                | Russie                       |                                 | + 22 s                       |
| 5e                           | Elena Pirrone                | Italie                       | Astana Women's Team             | + 26 s                       |
| 6e                           | Beatrice Rossato             | Italie                       | Top Girls Fassa Bortolo         | + 1 min 05 s                 |
| 7e                           | Laura Tomasi                 | Italie                       | Top Girls Fassa Bortolo         | + 2 min 09 s                 |
| 8e                           | Maria Novolodskaya           | Russie                       | Cogeas-Mettler Pro Cycling Team | + 2 min 38 s                 |
| 9e                           | Mikayla Harvey               | Nouvelle-Zélande             | Team Illuminate                 | + 2 min 47 s                 |
| 10e                          | Emma Norsgaard               | Danemark                     | Cervélo Bigla                   | + 3 min 15 s                 |

## Évolution des classements
| Étape              | Vainqueur          | Classement général | Classement par point      | Classement de la montagne | Classement de la meilleure jeune |
| ------------------ | ------------------ | ------------------ | ------------------------- | ------------------------- | -------------------------------- |
| P                  | Lotta Lepistö      | Lotta Lepistö      | Lotta Lepistö             | Non attribué              | Emma Norsgaard Jørgensen         |
| 1                  | Marta Bastianelli  | Arlenis Sierra     | Marta Bastianelli         | Sofia Bertizzolo          | Elena Pirrone                    |
| 2                  | Soraya Paladin     | Soraya Paladin     | Maria Giulia Confalonieri | Sofia Bertizzolo          | Elena Franchi                    |
| Classements finals | Classements finals | Soraya Paladin     | Maria Giulia Confalonieri | Sofia Bertizzolo          | Elena Franchi                    |

## Organisation et règlement de la course

### Comité d'organisation
L'épreuve est organisée par l'association S.C. Michela Fanini basée à Lunata, près de Lucques.

### Incidents de course
Le règlement de la course permet à une coureuse victime d'un accident de course dans les trois derniers kilomètres d'une étape et qui se verrait retardée pour cette raison de ne pas perdre de temps au classement général. La règle ne s'applique pas au contre-la-montre individuel.

### Classements et bonifications

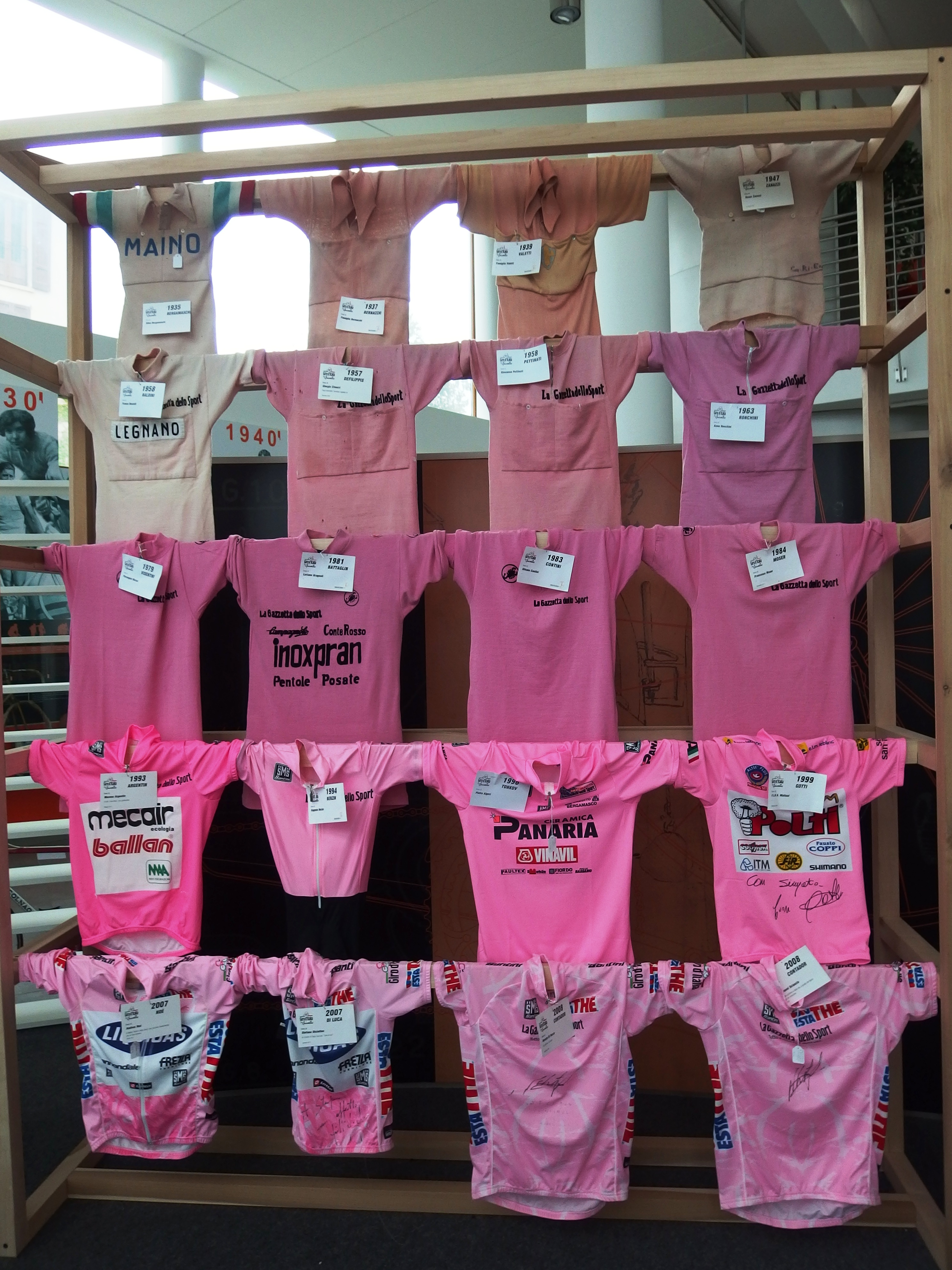
La coureuse en tête du classement général porte un maillot rose, comme sur le Tour d'Italie

Le classement général individuel au temps est calculé par le cumul des temps enregistrés dans chacune des étapes parcourues. Des bonifications et d'éventuelles pénalisations sont incluses dans le calcul du classement. La coureuse qui est première de ce classement est porteuse du maillot rose.
Des bonifications sont attribuées dans cette épreuve. Chaque arrivée d'étape, à l'exception du contre-la-montre individuel, donne lieu à dix secondes, six secondes et quatre secondes pour les trois premières coureuses classées. Par ailleurs, durant la course, il existe des sprints intermédiaires dont les trois premiers sont récompensés respectivement de trois secondes, deux secondes et une seconde.

#### Classement par points
Le maillot cyclamen récompense le classement par points. Celui-ci se calcule selon le classement lors de sprints intermédiaires, dits « Traguardo Volante », et lors des arrivées d'étape. Les trois premières coureuses des sprints intermédiaires reçoivent respectivement 3, 2 et un point. Lors d'une arrivée d'étape, prologue y compris, les dix premières se voient accorder des points selon le décompte suivant : 15, 12, 10, 8, 6, 5, 4, 3, 2, 1 point. En cas d'égalité, les coureuses sont prioritairement départagées par le nombre de victoires d'étapes. Si l'égalité persiste, le nombre de victoires à des sprints intermédiaires puis éventuellement la place obtenue au classement général entrent en compte. Pour être classée, une coureuse doit avoir terminée la course dans les délais.

#### Classement de la meilleure grimpeuse
Le classement du meilleur grimpeur, ou classement des monts, est un classement spécifique basé sur les arrivées au sommet des ascensions répertoriées dans l'ensemble de la course. Elles sont classées en deux catégories. Les ascensions de première catégorie rapportent 9, 6 et 3 points aux trois premières, celles de deuxième catégorie 6, 4 et 2 points. Le premier du classement des monts est détenteur du maillot vert. En cas d'égalité, les coureuses sont prioritairement départagées par le nombre de premières places aux sommets. Si l'égalité persiste, le critère suivant est la place obtenue au classement général. Pour être classée, une coureuse doit avoir terminée la course dans les délais

#### Classement de la meilleure jeune
Le classement de la meilleure jeune ne concerne qu'une certaine catégorie de coureuses, celles étant âgées de moins de 23 ans. C'est-à-dire aux coureuses nées après le 1er janvier 1996. Ce classement, basé sur le classement général, attribue au premier un maillot blanc.

#### Classement des sprints
Le maillot azur récompense le classement des sprints. Celui-ci se calcule selon le classement lors de sprints intermédiaires, dits « Traguardo Volante ». Les trois premières coureuses des sprints intermédiaires reçoivent respectivement 5, 3 et un point. En cas d'égalité, les coureuses sont prioritairement départagées par le nombre de victoires à des sprints intermédiaires puis éventuellement la place obtenue au classement général entrent en compte. Pour être classée, une coureuse doit avoir terminée la course dans les délais.

#### Classement de la meilleure étrangère
Le classement de la meilleure étrangère ne concerne que les coureuses n'étant pas de nationalité italienne. Ce classement, basé sur le classement général, attribue à la première un maillot orange.

#### Répartition des maillots
Chaque coureuse en tête d'un classement est porteuse du maillot ou du dossard distinctif correspondant. Cependant, dans le cas où une coureuse dominerait plusieurs classements, celle-ci ne porte qu'un seul maillot distinctif, selon une priorité de classements. Le classement général au temps est le classement prioritaire, suivi du classement général par points, du classement général du meilleur grimpeur, du classement des sprints, de la meilleure jeune et du classement de la meilleure étrangère. Si ce cas de figure se produit, le maillot correspondant au classement annexe de priorité inférieure n'est pas porté par celle qui domine ce classement mais par son deuxième.

### Primes
Les étapes en ligne, permettent de remporter les primes suivantes:
| Position | 1er   | 2e    | 3e   | 4e   | 5e   | 6e   | 7e   | 8e   | 9e   | 10e  |
| Prix     | 192 € | 113 € | 88 € | 69 € | 59 € | 59 € | 59 € | 59 € | 59 € | 59 € |

En sus, les coureuses placées de la 11e à la 15e place gagnent 29 €.
Le prologue rapporte quant à lui :
| Position | 1er   | 2e   | 3e   | 4e   | 5e   | 6e   | 7e   | 8e   | 9e   | 10e  |
| Prix     | 118 € | 88 € | 59 € | 49 € | 39 € | 39 € | 39 € | 39 € | 39 € | 39 € |

En sus, les coureuses placées de la 11e à la 15e place gagnent 29 €.
Le classement général final attribue les sommes suivantes :
| Position | 1er   | 2e   | 3e   | 4e   | 5e   | 6e   | 7e   | 8e   | 9e   | 10e  |
| Prix     | 120 € | 70 € | 45 € | 37 € | 30 € | 24 € | 24 € | 24 € | 24 € | 24 € |

En sus, les coureuses placées de la 11e à la 15e place gagnent 20 €.